# 地図学

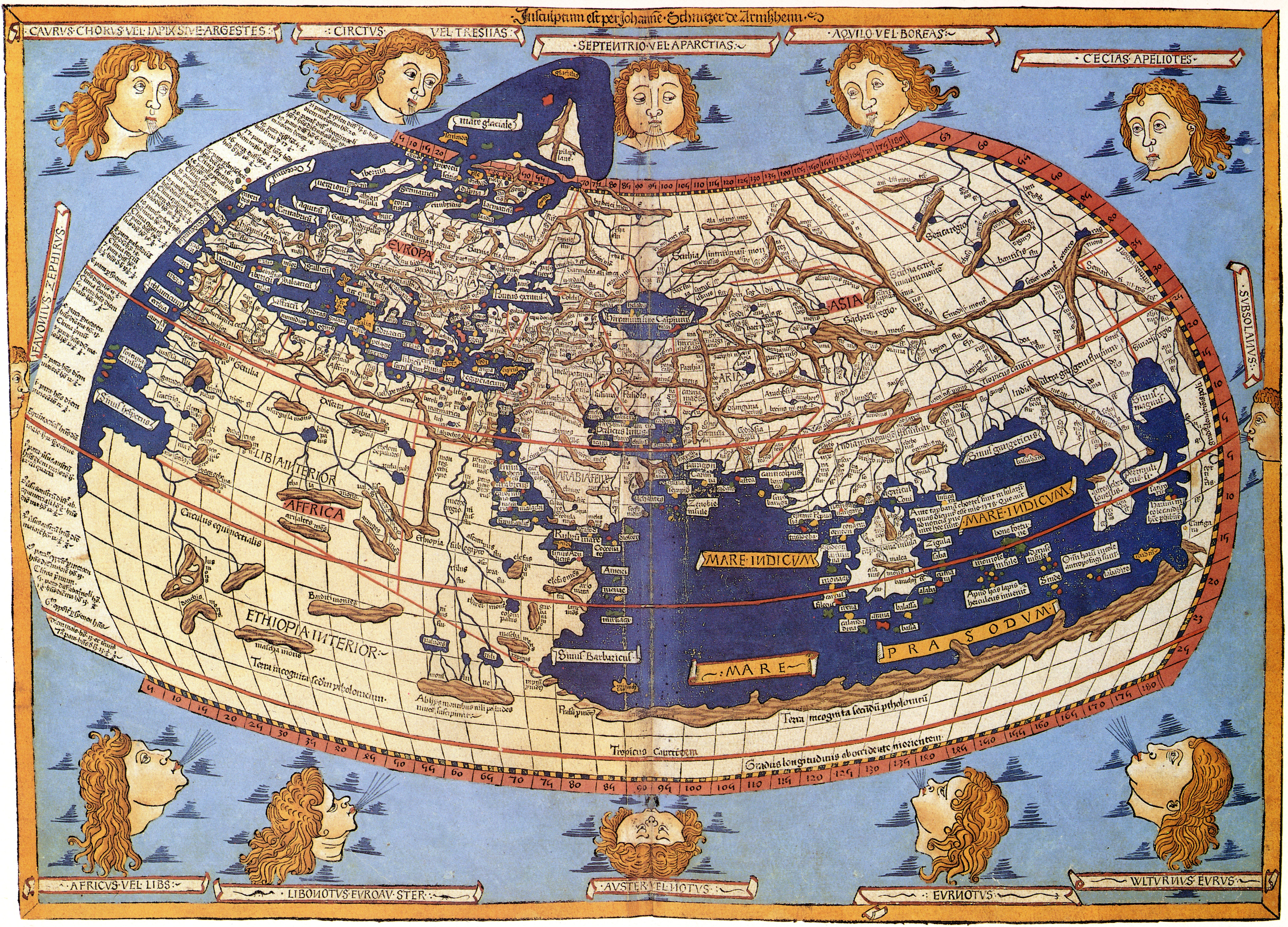
中世のエクメーネの描写

地図学（ちずがく、英語：cartography）とは、地図または地球儀を作成するための研究である。地図製作法（ちずせいさくほう）ともいう。また地図学といった場合、工学方面では、地図を使った測量、読図などの技術を研究する測量学的な研究を指す。
英語の cartography はギリシア語の χάρτες（chartis、地図）と γραφειν（graphein、記述する）に由来する。地図は伝統的に、紙とペンを使って作成されたが、コンピュータの出現と広がりが地図製作に革命をもたらした。現在、大部分の商業的で高級な地図は、3つの主な種類のソフトウェアの1つを用いて作成されている。すなわち、CAD、GIS、および地図製作に特化されたソフトウェアである。
地図は空間データの視覚化のための道具として機能する。空間データは測定から得られ、データベースに保存することができる。データベースから、空間データを多様な目的のために抽出することができる。この分野における現在の傾向は、アナログな地図製作方法から、デジタル的に操作することができるダイナミックで双方向的な地図作成の方向に移り変わってきている。地図作成の過程は、客観的な現実の状態があり、抽象概念のレベルを加えることによってその現実の状態を信頼できる形で表現できるという前提に基づいている。
現代の高等教育では、測量学や都市工学、地理学関係の専門課程科目として研究・教育がされている。

## 歴史

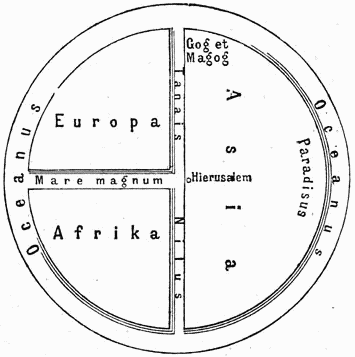
中世の世界地図

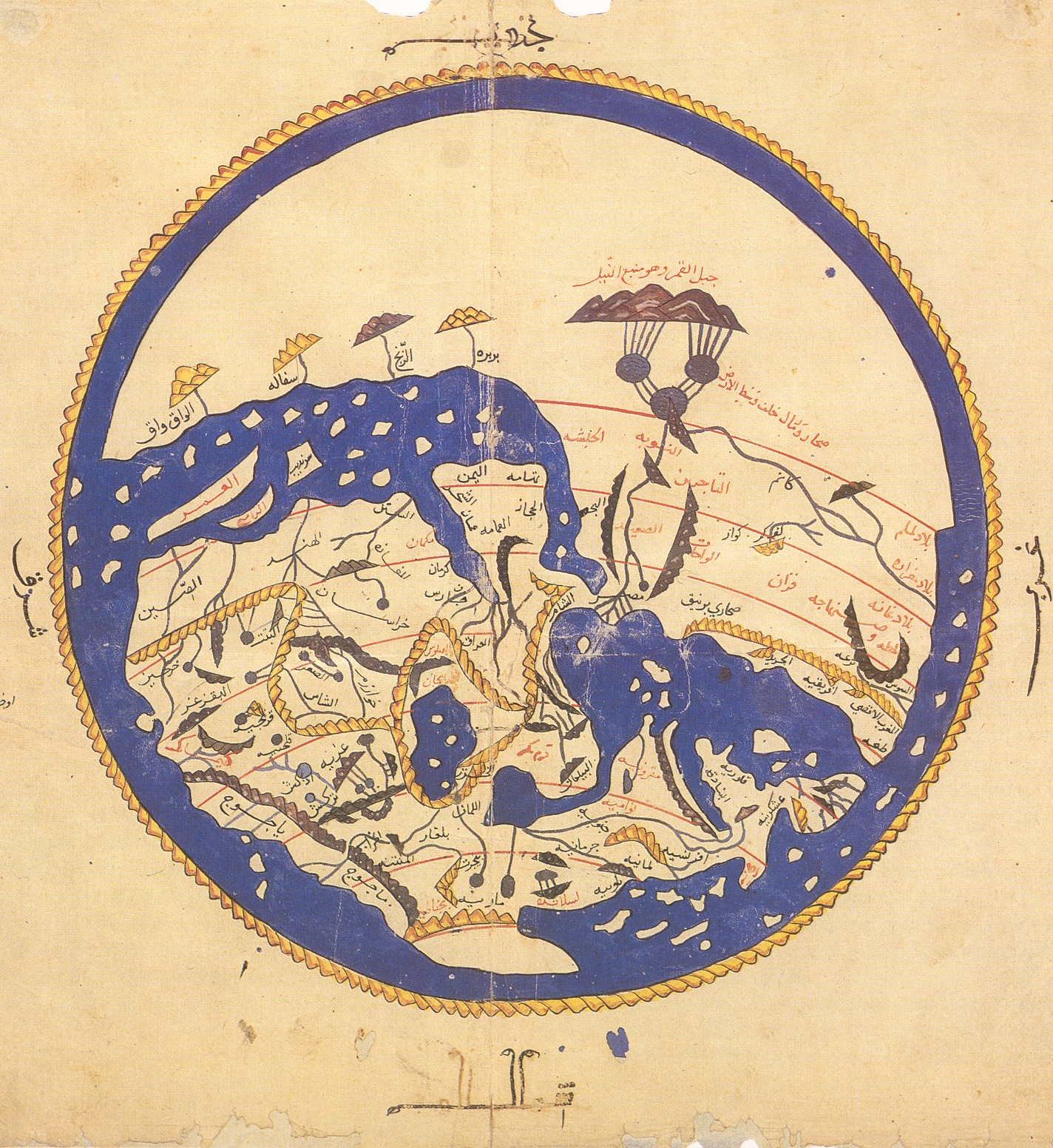
イドリースィーによる世界地図

### 古代
知られているもっとも古い地図は、紀元前5千年紀にさかのぼる。もっとも古い地図は、関連する、隣り合う、含まれる地域といった、位相的な関係を強調している。
紀元前23世紀のアッカド帝国（en）期にバビロニアで始まったとされる幾何学の出現とともに、地図製作が大きく発展した。バビロニアの歴史のカッシート人の時代（紀元前14世紀～紀元前12世紀）のものと考えられる、聖都ニップールの彫刻地図がニップールから見つかっている。エジプト人は幾何学を用いて土地を測量し、ナイル川の定期的な氾濫のあとで不明瞭になった区画を再測量した。
古代ギリシア人は、地図製作に多くの芸術と科学を加えた。ストラボン（紀元前63年頃 - 紀元21年頃）は『地理誌』(Geographia) を著し、他の人物の作品を批判したため、「地理学の父」として知られている（彼が言及しなければ、批判された人物のほとんどが知られることはなかったであろう）。ミレトスのタレス（紀元前600年頃）は、地球が水で支持される円盤であると考えた。ミレトスのアナクシマンドロスは同じ時期に地球が円筒状になっているという理論を提唱した。紀元前288年、サモスのアリスタルコスは太陽が宇宙の中心であるとする説（地動説を参照）を歴史上初めて唱えた。紀元前250年頃、キネスのエラトステネスは2地点間の緯度差と子午線弧長の測定を基に、現在認められている値の15パーセントの誤差のうちに、地球の周長を推定した。
イオニアのピタゴラスが、地球が丸いと唱えた最初の著名な人物であった。アリストテレスはのちに『天について』第二巻で地球球体説を支持して、自然哲学的な議論の他に、次のような経験的な証拠をあげた。
- 月食の影は常に丸い。
- 地球の一部の地域でしか見られない星がある。

のちに、シンプリキオスは『天について』への注釈の中で、水が球形を成すことの証拠として、次の証拠をあげた。
- 船のマストの上からの方が、下からよりも遠くを見渡すことができる。

ギリシア人も地図の投影の科学、すなわち平面上に曲面である地球を表現する方法を開発した。エラトステネス、アナクシマンドロス、ヒッパルコスは緯度と経度の格子のしくみを開発したことでその名が残されている。紀元前200年頃にエラトステネスは正距円筒図法を発明したと見られる。クラウディオス・プトレマイオスも紀元前150年頃に正距円錐図法を含む地図投影法を発明している。

### 中世・近世

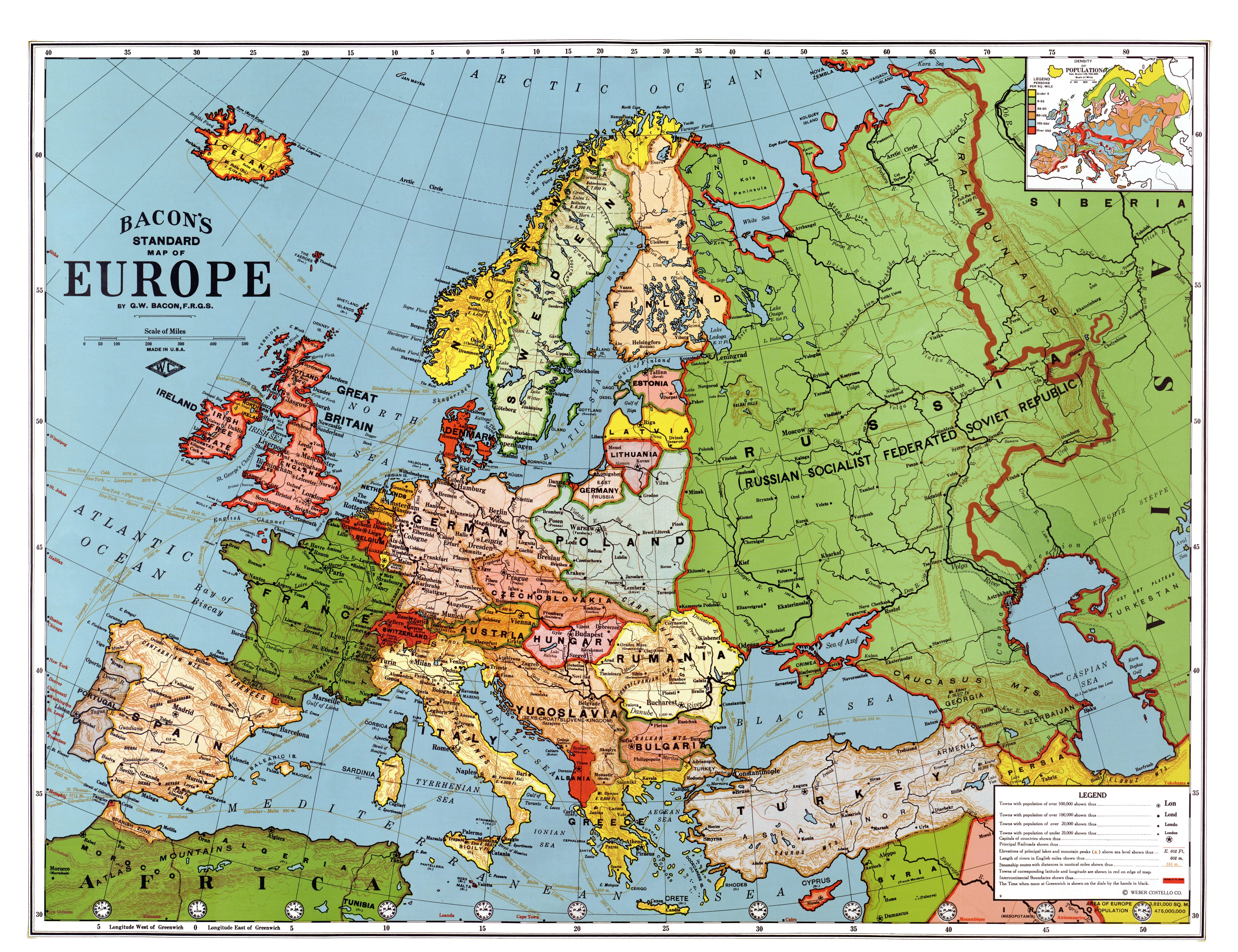
Weber Costello Co.社のヨーロッパ地図（1923年）

ヨーロッパの地図学的な進歩は中世まで眠ったままとなった。この間の時代は哲学的思想が宗教のほうに向いていたからである。ロジャー・ベーコンによる投影法の調査が行われたり、ヨーロッパの通商路を行き来するためのポルトラノ（海図）が作られたりするなど、この分野はいくつかの点で進んだものの、地図学の組織的研究や応用への刺激にはほとんどならなかった。この時代の世界の「地図」のほとんどは、キリスト教の宇宙観を示した図であって、厳密な地理的表現をもくろんだものではなかった。文字通り長方形と円で作られた、いわゆる「TO図」の様式に従っていた。この様式は地球平面説に基づいて描かれたとみなされがちだが実際にはそうではなく、当時の西欧の教養人の間では地球球体説が常識であった。大規模な地図製作も同様に抽象的な図示のほうに向いていた。というのも地籍の必要性が、一般的には測定値によるよりむしろ目標の説明によって満たされていたからである。対照的に、この時代の中国では、厳密でないとはいえ実際の測量に基づいた、長方形の座標系が使われていた。中国での宇宙観が自分たちの経験の外にある土地を説明する教義を与えなかったため、中国では世界地図は生産されなかった。残された文書から、中国の哲学者は地球が平らであると考えていたことが示唆される。ラクタンティウスなどの少数意見の2、3の神学者を除き、キリスト教とイスラム教の哲学者は球面の地球というギリシアの概念を固守していた。
ヨーロッパ人によるアメリカの発見と、それに続く統治と分割の努力のために、科学的な地図製作法が必要となった。大航海時代に始まった世界化の潮流はルネサンスまで続いた。これは、結局、科学的な正確さに対する懸念を啓蒙時代に引き継ぎ、世界を分類したいという欲求が地図製作をさらに科学的に発展させることになった。大航海時代が進展しつつあった16世紀には地理学者ゲラルドゥス・メルカトルがメルカトル図法を考案し、航海用の地図の重要な図法として地図製作の歴史に大きな功績を残した。
18世紀後期には、ヨハン・ハインリヒ・ランベルトが、ランベルト正角円錐図法や横メルカトル図法など今日でも広く用いられている7つの地図投影法を考案・発表している。

### 技術の変化

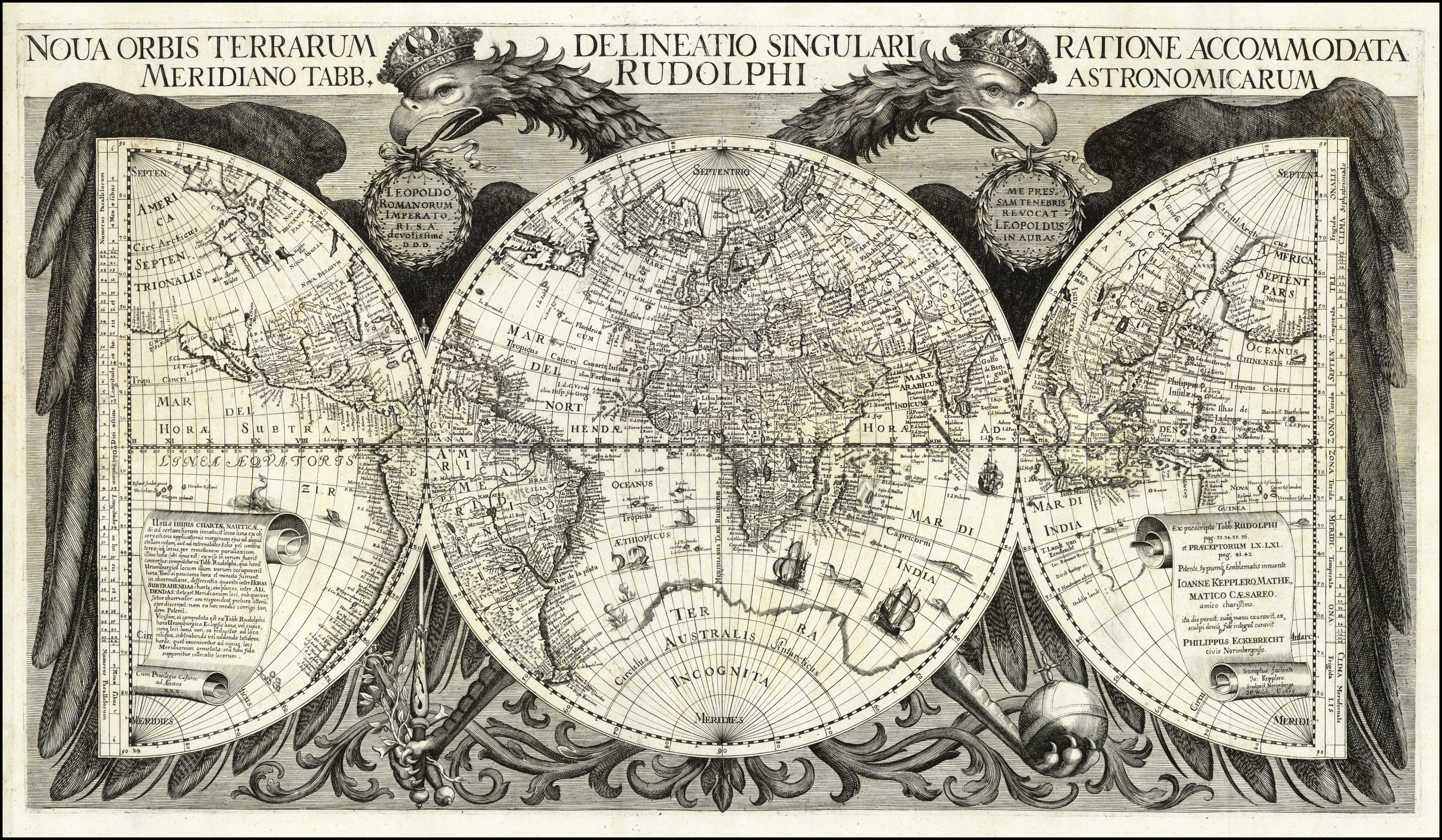
ヨハネス・ケプラーによる世界地図

地図学において、新しい世代の地図製作者や利用者の要請にこたえるため、技術が継続的に変化している。初期の地図はブラシと羊皮紙を用いて手作業で作られ、それゆえ1枚ごとに品質が異なり、配布も限られたものとなっていた。方位磁針やずっと後の時代の磁気記憶装置といった磁気装置の出現によって、はるかに正確な地図が作成できるようになり、デジタル的にそれらを保存したり操作したりすることができるようになった。
印刷機、四分儀、ノギスといった機械装置の進歩により、より正確なデータからより正確な地図の複製を大量生産できるようになった。望遠鏡、六分儀、その他望遠鏡を用いた機器などの光学的技術により、土地の正確な測量が可能になり、正午には太陽の、夜には北極星の高度を測ることで、その土地の緯度を知ることができるようになった。
石版印刷や光化学的プロセスなどの光化学的な進歩により、細部にわたって綿密で、形がゆがまず、湿気や摩滅に強い地図の製作が可能になった。これにより、さらに、版への彫刻が必要なくなり、地図の作成や複製の時間が短縮された。
20世紀半ば以降の電子技術の進歩は、地図学における新たな大変革に至っている。とくにスクリーン、プロッタ、プリンタ、スキャナ、分析的ステレオプロッタといったコンピュータハードウェア装置と視覚化、画像処理、空間分析、データベースなどのソフトウェアによって、地図の製作は民主化され、大いに広がることになった。デジタルラスタグラフィックも参照。

## 地図の種類
基本的な地図を理解する際に、地図製作法の分野は一般地図製作法と主題的地図製作法の2つに分類することができる。

### 一般図
一般地図製作法は、一般的な利用者に向けて作られた地図を含み、それゆえ多様な特徴からなっている。一般的な地図は多くの参照と場所系を示し、しばしば一連のものとして製作される。このような地図を一般図と称する。
地形学の地図とは主に場所の地形に意識を置き、高さ方向を示す等高線を使用することにおいて他の地図と典型的に異なっている。国土地理院の地形図（電子国土基本図）は一般図の代表例である。
位相的な地図とはある非常に一般的な地図で、ナプキンの上に描くような種類の抽象的なものである。

### 主題図
主題的地図製作法は、特定の利用者に適応する特定の地理的主題の地図を含む。いくつかの例を挙げると、インディアナ州のトウモロコシの生産量を示すドットマップや、オハイオ州の郡を段階的に色分けしたコロプレスマップなどである。このような地図を主題図と称する。海図、地質図、道路地図、住宅地図などは主題図の例である。
20世紀に地理的なデータ量が爆発的に増加したため、主題的地図製作法はますます有用になり、空間的、文化的、社会的なデータを解釈するのに必要になった。

## 命名規則
地図上の場所に名前を付ける方法がいくつかある。初期の探索者はいくつかの方法――自分たちの名前や、生まれ故郷、あるいは彼らの国の統治者の名前による――で名前を付けた。また、発見したもの、その土地の気候、周辺で起こった事件、あるいは場所から名前を付けられた例もある。ブラジルの海岸の多くの場所は、1500年頃のポルトガルの探検家によって名前が付けられたが、（彼らの探検の詳細な時系列があとで復元できるように）カトリックのカレンダーの聖人の名前が割り振られた。
地図学者はまたその土地の土着の名前を借りることもあった。時々は書かれたものをラテンアルファベットに字訳したが、多くは音をそのまま写すか、そうしようとした。探検家は近くにいた土地の住人にこの土地がなんと呼ばれているかを質問し、答えが何であれ、それをその土地の名前とした。ユカタン半島（ユカタンは土地の住民の言葉で「何と言ったんだ?」の意味）はこのようにして名前が付けられ、アラスカのノームも同じようにしてつけられたという伝説がある。

## 地図学と高等教育
コンピューター技術の発達により電子的に地理情報を処理することが多くなり、地理情報システム（GIS）などの隣接分野も盛んになってきている。